# Xylosma paucinervosa
Xylosma paucinervosa là một loài thực vật có hoa trong họ Liễu. Loài này được (Steyerm.) Sleumer miêu tả khoa học đầu tiên năm 1980.